# Romanos 16
Romanos 16 é o décimo-sexto e último capítulo da Epístola aos Romanos, de autoria do Apóstolo Paulo, no Novo Testamento da Bíblia.

## Manuscritos
- O texto original é escrito em grego Koiné.
- Alguns dos manuscritos que contém este capítulo ou trechos dele são:
  - Papiro 61
  - Papiro 118
  - Codex Vaticanus
  - Codex Sinaiticus
  - Codex Alexandrinus
  - Codex Ephraemi Rescriptus
- Este capítulo é dividido em 27 versículos.

## Estrutura
A Tradução Brasileira da Bíblia organiza este capítulo da seguinte maneira:
- Romanos 16:1-2 - Paulo recomenda a Febe
- Romanos 16:3-16 - Saudações pessoais
- Romanos 16:17-20 - Admoestações
- Romanos 16:21-24 - As saudações dos companheiros
- Romanos 16:25-27 - A doxologia